# Empodiodes
Empodiodes is een vliegengeslacht uit de familie van de roofvliegen (Asilidae).

## Soorten
- E. greatheadi Oldroyd, 1972
- E. melanoscopaeus Londt, 1992
- E. whittingtoni Londt, 1992